# Túnel ferroviario de Pimorent
El túnel ferroviario de Pimorent es un túnel ferroviario de 5414 m de longitud situado bajo tierra dentro de la comuna de Porté-Puymorens, en Alta Cerdaña, en el departamento francés de los Pirineos Orientales.
Su boca norte está dentro del término de L'Hospitalet-près-l'Andorre, en el extremo suroeste del pueblo, y cerca al nordeste de la boca norte del Túnel de Pimorent. La sur es al extremo suroeste del término de Portè, cerca al nordeste de la boca sur del túnel de carretera.
Situado a más de 1500 metros de altitud, este túnel es uno de los puntos más elevados de la red ferroviaria francesa y de las vías de anchura estándar de Europa. Es, igualmente, uno de los túneles ferroviarios más largos totalmente situados en territorio francés. El entrada norte, del lado del L'Hospitalet, es a 1445,2 m alto, y la sur, del lado de Porté, a 1562,2. El punto más alto esta en la cota 1567,25 m alto.
Los problemas de hielo y de estalactitas obligaron a los ingenieros a instalar un sistema de puertas automáticas en las entradas del túnel, que se abren al paso de los trenes.
En 1994 entró en servicio el túnel carretero de Pimorent, que evita el paso por el Col de Puymorens. Anteriormente, en 1959, había sido abierto otro túnel mucho menos conocido para el funcionamiento del sistema hidroeléctrico de Hospitalet - Merens, siguiendo el acuerdo francoespañol del 12 de julio del 1958 para la utilización de las aguas del lago de Lanoux. La función de esta galería, denominada Canal Verdier, es de captar las aguas del río Ariège prácticamente en su nacimiento para llevarlas a la cuenca del río Querol, en compensación de las aguas del lago de Lanoux desviadas hacia la Ospitalet, por su central eléctrica. Los tres túneles discurren casi completamente en paralelo.
En 1937 se proyectó construir una estación subterránea para acceder a la Estación de esquí de Porté-Puymorens, situada encima, con un ascensor, o un funicular, hasta el Col de Puymorens. El proyecto no llegó nunca a ver la luz.